# منصورية الشط
قرية منصورية الشط وهي قرية تتبع مدينة هبهب وتقع في محافظة ديالى شرق العراق.